# Ashley Spencer
Ashley Spencer (Estados Unidos, 8 de junio de 1993) es una atleta estadounidense, especialista en la prueba de 4 x 400 m, con la que llegó a ser campeona mundial en 2013.

## Carrera deportiva como relevista de 4 x 400 m
En el Mundial de Moscú 2013 quedaron por delante de las británicas y las francesas que ganaron el bronce. Y tres años después, en los JJ. OO. de Río 2016 ganan el bronce en la misma prueba.